# Sprang

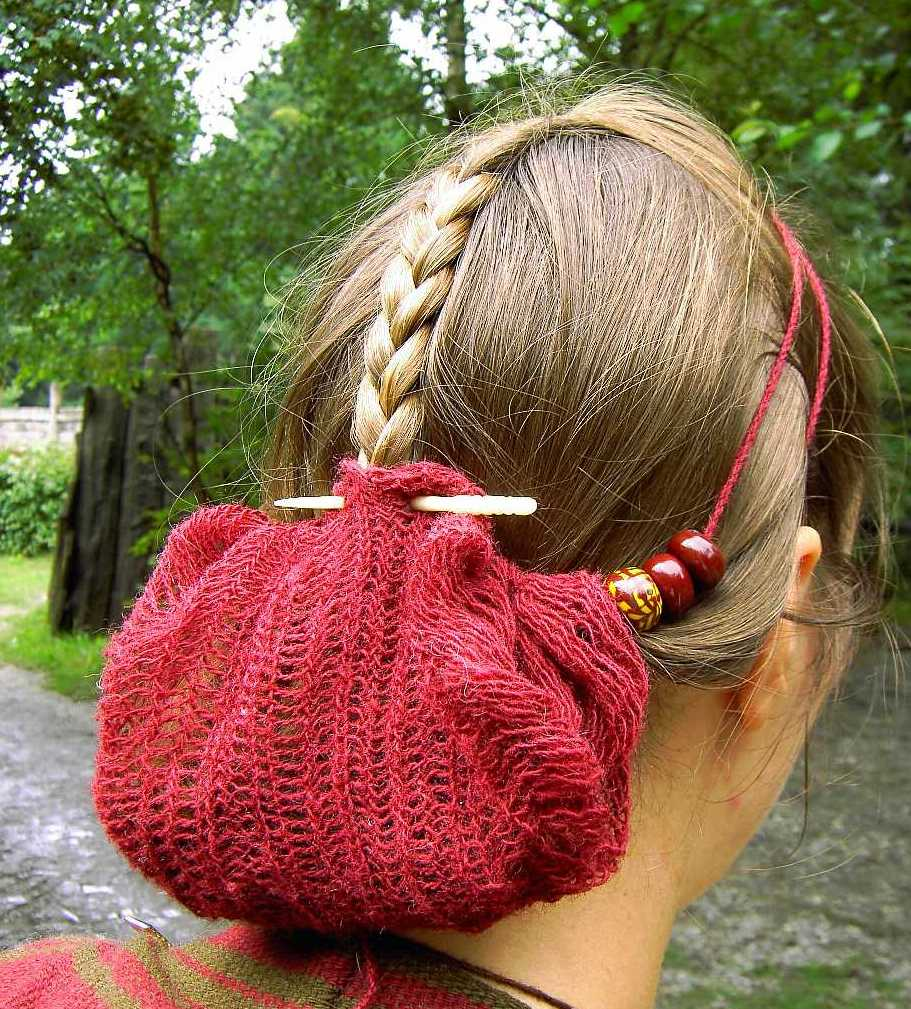
Rekonstruktionsversuch eines sächsischen Haarnetzes aus dem 6. Jh. n. Chr.

Sprang ist eine textile Handarbeitstechnik zur Herstellung netzartig gewirkter Geflechte aus parallel gespannten Fäden. Diese Geflechte sind dehnbar und können z. B. als Haarnetz, Beutel oder Gürtel verwendet werden.

## Definition
Sprang ist ein Kettenstoffverfahren mit aktiver Kette, bei der im Gegensatz zum Weben nur ein System aus parallel aufgespannten Fäden verwendet wird, ein Schussfaden wird nicht benötigt. Durch Überkreuzen oder Verdrehen der Kettfäden oder einzelner Fadengruppen entsteht ein elastisches, mehr oder weniger dichtes Geflecht. Je nachdem, welche Kettfäden miteinander verkreuzt werden, entstehen verschiedene Musterungen oder Bindungsformen. Diese werden unterschieden in Einhänge-, Flecht- und Zwirnbindesprang.
Der Begriff Sprang stammt aus dem Schwedischen.

## Technik
Als Hilfsmittel zur Herstellung von Geflechten in Sprangtechnik wird eine Befestigungsmöglichkeit für die Kettfäden benötigt. Das muss kein Webstuhl oder Webrahmen sein, ein u-förmig gebogener Ast, zwei Stuhllehnen oder ein einfacher rechteckiger Rahmen reichen aus. Meist wird die Kette zwischen zwei dünne Stäbe oder Schnüre gespannt. Diese werden im gewünschten Abstand voneinander befestigt, dann wird der Faden mit gleichmäßiger Spannung über die Stäbe gewickelt. Am Anfang und Ende wird der Kettfaden an den oberen Stab geknotet. Die vor den Stäben liegenden Fäden werden dann mit den hinter den Stäben liegenden Fäden verkreuzt. Dabei entstehen oberhalb und unterhalb der Arbeitsposition Verkreuzungen. Mit Hilfe der Finger oder eines Stäbchens werden diese Verkreuzungspunkte an die Enden der Kette geschoben. Beim weiteren Arbeiten wächst so das Geflecht von beiden Enden zur Mitte hin. Zum Schluss wird die letzte Reihe in der Mitte auf ein Band gefädelt oder die Netzmaschen werden ineinander geschlauft, um ein Aufgehen zu verhindern.

## Geschichte

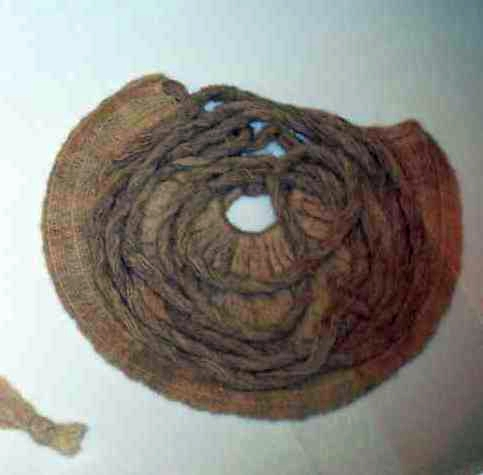
Rekonstruktionsversuch des Haarnetzes aus dem Grab von Skrydstrup. Gezeigt im Museum Haderslev, Dänemark.

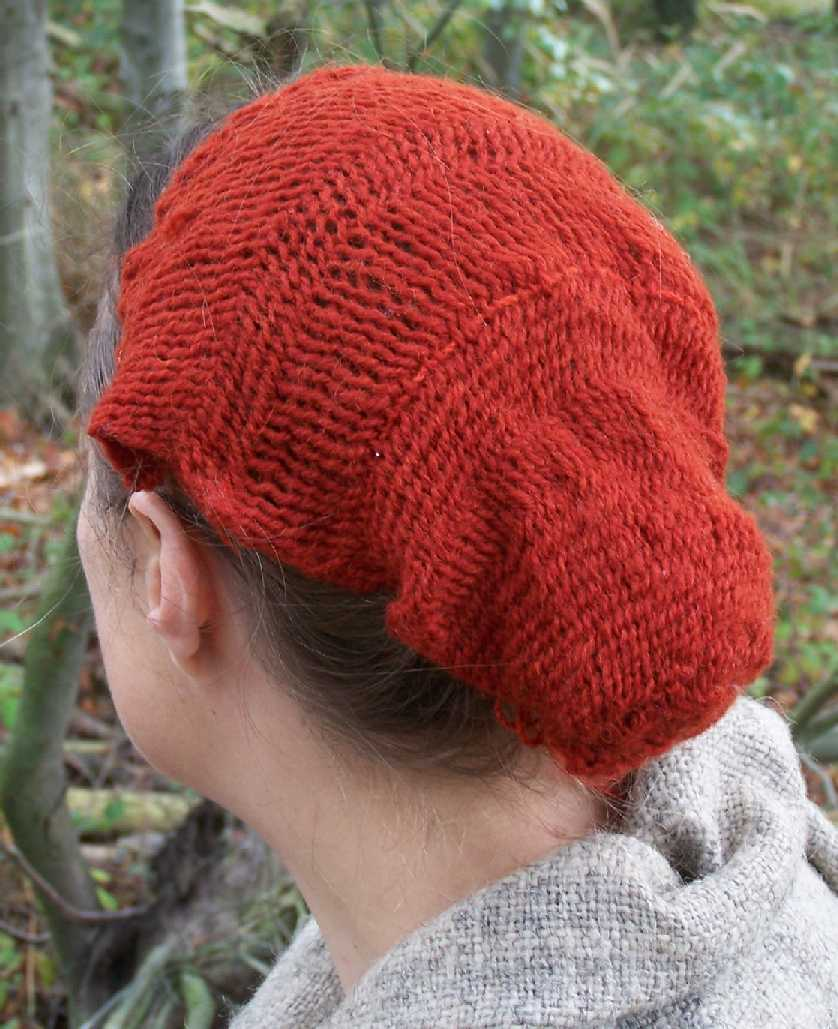
Rekonstruktionsversuch des Haarnetzes der Moorleiche Frau von Arden aus Dänemark.

### Europa und Nordafrika
- 3000 – 1500 v. Chr.

Die ältesten Hinweise auf Textilien in Sprangtechnik stammen aus dem Neolithikum (Jungsteinzeit). Auf der Unterseite einiger Tongefäße aus Rietzmeck, Kreis Roßlau, befinden sich Abdrücke des Geflechts, auf dem sie zum Trocknen standen. Der Struktur nach handelte es sich dabei wahrscheinlich um Sprang.
- 1400 – 1300 v. Chr.

Das älteste erhaltene Spranggeflecht fand sich 1871 in einem bronzezeitlichen Grabhügel in Dänemark. Im Grab der Frau von Borum Eshøj, nahe Aarhus, fand sich ein komplett erhaltenes Haarnetz aus feiner Wolle. Auch aus dem ebenfalls bronzezeitlichen Grab der Frau von Skrydstrup liegt ein weiteres komplettes Haarnetz vor.
- 800 – 500 v. Chr.

Zwei weitere Funde stammen aus dänischen Mooren aus der Hallstattzeit: Mit den Moorleichen Frau von Haraldskær und der Frau von Arden wurden jeweils neben anderen Kleidungsstücken wollene Haarnetze gefunden.
- 500 – 50 v. Chr.

Aus der Latènezeit stammt nicht nur ein Textil-Fragment aus einem spanischen Grab, das eventuell in Sprangtechnik gefertigt wurde, auch aus der Bestattung des Fürsten vom Glauberg stammt ein Fund einer Sprangarbeit.
- ca. 100 n. Chr.

In einer Müllgrube der römischen Siedlung von Vindonissa, Schweiz, wurde ein Fragment aus Wolle gefunden das als Haarnetz gedeutet wird.
- 400 – 700 n. Chr.

Die bei weitem größte Anzahl erhaltener Sprangtextilien stammt aus koptischen Gräbern. Von 1880 an wurden diese in Oberägypten, hauptsächlich nahe Achmim, ausgegraben. In ihnen wurden verschiedene gut erhaltene Kopfbedeckungen und Beutel aus naturfarbenem Leinen oder gefärbter Wolle gefunden. Technisch sind die koptischen Sprangarbeiten sehr weit entwickelt und kompliziert.
Diese außergewöhnlichen Funde sind dem Umstand zu verdanken, das die Kopten ihre Toten vollständig bekleidet und mit zahlreichen Beigaben aus dem alltäglichen Leben begruben. Die Gräber wurden oberhalb der Überschwemmungszone des Nils in trockenem Sand angelegt, so dass das organische Material kaum der Zersetzung durch Bakterien ausgesetzt war. So blieben Wolle, Leinen, Leder und Holz erhalten.
- 6. Jh. n. Chr.

In einem Moor bei Tegle, Norwegen wurden ein Paar wollene Beinlinge / Gamaschen aus Sprang gefunden. Beide Gamaschen wurden als ein Teil gearbeitet, dann aufgetrennt und an den Kanten mit Brettchengewebe versäubert. Die Oberfläche ist mit einem Muster aus Dreiecken verziert. Die Gamaschen reichen vom Knöchel bis ans Knie, haben keinen Fußteil und sind als Röhre gearbeitet.
- ca. 850 n. Chr.

Aus dem Schiffsgrab von Oseberg stammt ein hölzerner Rahmen, der eventuell als Flechtrahmen für Sprangarbeiten verwendet wurde. Eine Deutung als Webrahmen für Bildwirkerei ist aber genauso möglich.
In York wurde eine Gamasche ähnlich denen aus dem 6. Jh. gefunden, sie besteht aus Wolle und hat ein Streifenmuster.
Kleine Fragmente von Sprangarbeiten wurden in einigen Gräber in Birka, Schweden, gefunden.

### Südamerika
- 1100 v. Chr.

Sprang war nicht nur in Europa verbreitet, auch in Südamerika wurde diese Textiltechnik verwendet. 1957 wurden einige zylindrische Beutel und verschiedene Fragmente aus Baumwolle in Asia an der peruanischen Küste gefunden. Sie stammen aus der späten vor-keramischen Zeit.
- 500 – 300 v. Chr.

Zwei Sprangfragmente, die vielleicht zu Kopfbedeckungen gehörten, stammen aus den Gräbern von Paracas Cavernas, Peru. Beide sind aus orangefarbener Wolle hergestellt und komplett mit Fischen, Schlangen und Vögeln gemustert.
- 300 v. Chr. – 500 n. Chr.

Von der Nazca-Kultur in Peru stammen zahlreiche Textilien in Sprangtechnik. Sie wurden in der Nähe der namensgebenden Stadt Nazca gefunden. Die Bandbreite reicht von sehr aufwendig und fein gearbeiteten Schals bis zu einfachen Taschen und Beuteln.
- 1100 – 1300 n. Chr.

Ein schmales Band aus Baumwolle stammt aus Mule Creek Cave in New Mexico.
- 1100 – 1300 n. Chr.

In Tonto Monument, Arizona, wurde ein Hemd mit kompliziertem Lochmuster gefunden. An der Unterkante befinden sich Fransen. Wahrscheinlich handelt es sich bei dem Vorder- und Rückenteil um Hälften derselben Sprangarbeit.